# Lodín
Lodín (en allemand : Lodin) est une commune du district de Hradec Králové, dans la région de Hradec Králové, en République tchèque. Sa population s'élevait à 429 habitants en 2022.

## Géographie
Lodín se trouve à 5 km au nord-nord-est de Nechanice, à 17 km à l'ouest-nord-ouest de Hradec Králové et à 87 km à l'est-nord-est de Prague.
La commune est limitée par Petrovice au nord, par Nechanice à l'est et au sud, par Kobylice au sud-ouest et par Králíky à l'ouest.

## Histoire
La première mention écrite de la localité date de 1073.

## Administration
La commune se compose de deux sections :
- Lodín
- Janatov

## Galerie

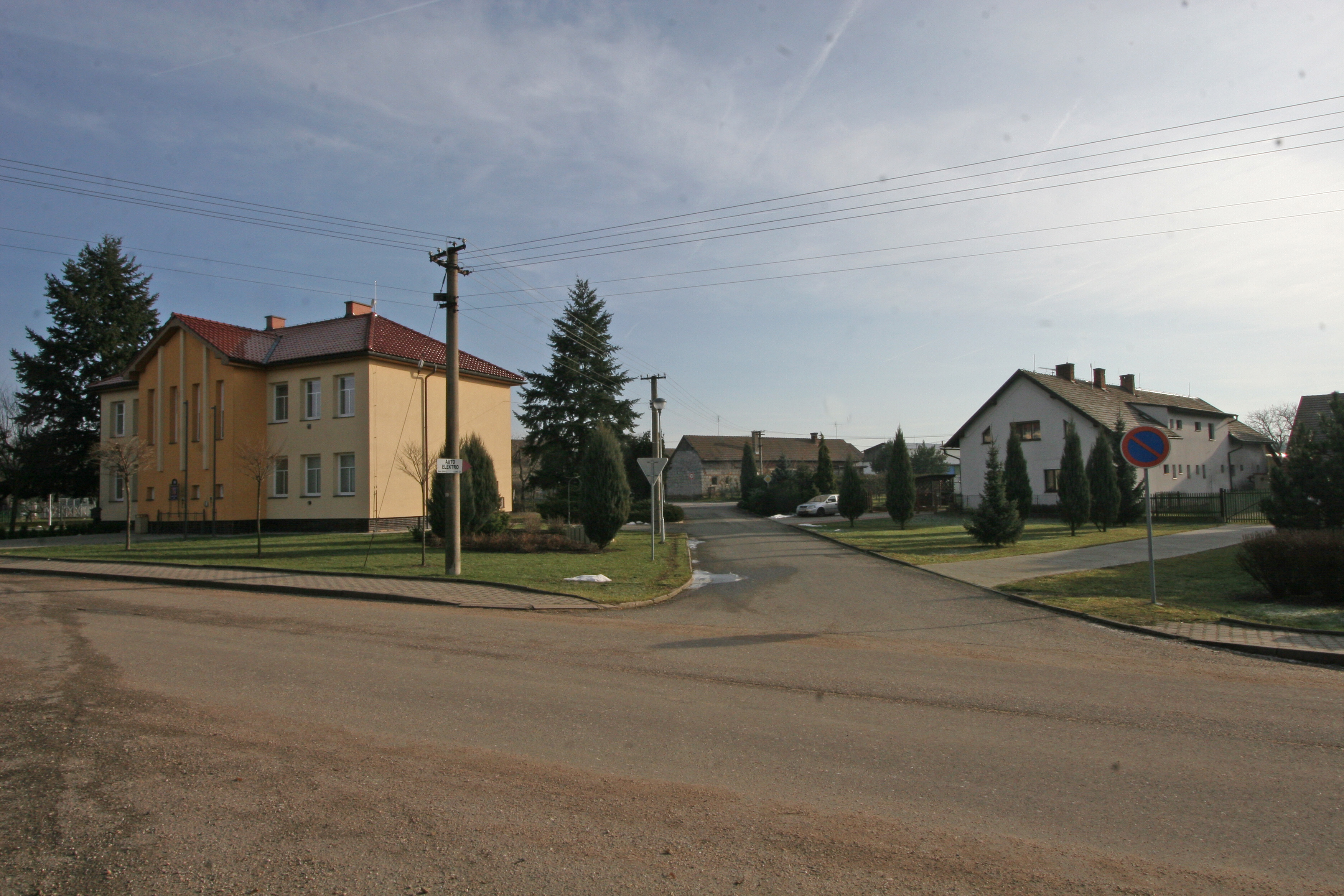
Lodín : la mairie.
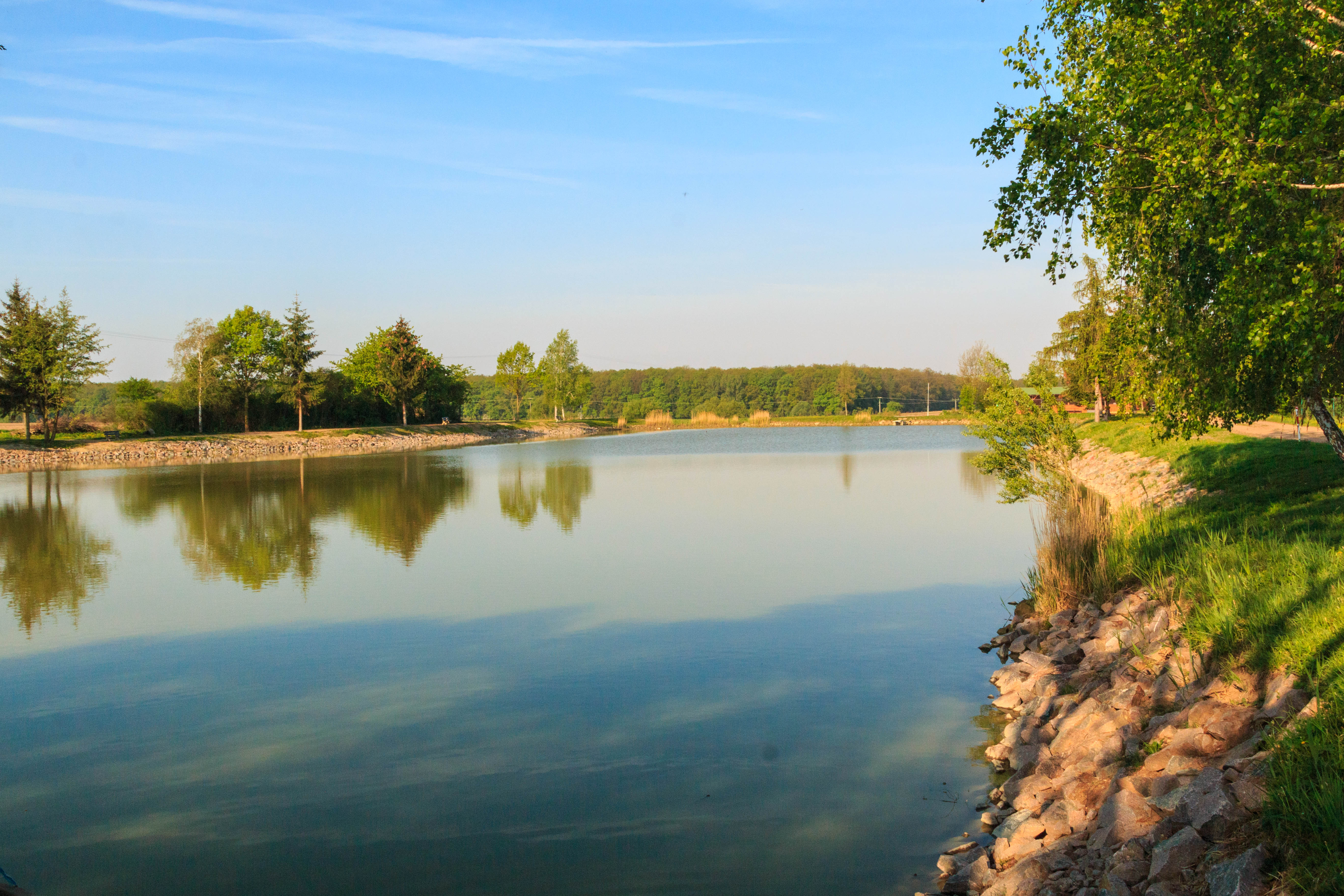
Étang de Močidlo.

## Transports
Par la route, Lodín se trouve à 4,7 km de Nechanice, à 22 km de Hradec Králové et à 105 km de Prague. 